# Мендзиздройе
Мендзиздройе (на полски: Międzyzdroje) е град в Полша с население от 5032 жители през 2021 г. и площ от 4,51 km².

## История
До 5 май 1945 г. е част от Германия.